# قيصر (جبلة)

تعديل مصدري - تعديل

قيصر محلة تابعة لقرية المعاصر، التابعة لعزلة الشراعي بمديرية جبلة إحدى مديريات محافظة إب في الجمهورية اليمنية، بلغ تعداد سكانها 225 حسب تعداد اليمن لعام 2004.